# Rhea Ripley
Demiti Bennett (Adelaide, 11 de outubro de 1996) é uma lutadora profissional australiana. Ela trabalha atualmente para a WWE, onde atua na marca Raw sob o nome de ringue Rhea Ripley. Ela foi duas vezes campeã mundial feminina. Seu primeiro reinado de 380 dias com o título está empatado com o de Bayley como o mais longo na história do título.
Depois de competir no circuito independente com seu nome verdadeiro desde 2013, Ripley se juntou à WWE como parte do Mae Young Classic inaugural em 2017. Depois de chegar às semifinais da edição de 2018 do torneio, ela fez parte do plantel original do NXT UK, tornando-se a primeira campeã feminina do NXT UK em agosto de 2018. Após uma passagem pela marca NXT de 2019 a 2021, onde conquistou o Campeonato Feminino do NXT e se tornou a primeira integrante da marca a defender um título do NXT na WrestleMania, o principal evento da WWE, ela foi promovida para o plantel principal do Raw, onde se juntou ao The Judgment Day em 2022.
Além do Campeonato Feminino do NXT UK e do Campeonato Feminino do NXT, ela foi uma vez campeã feminina do Raw e uma vez campeã de duplas femininas da WWE (com Nikki A.S.H.). Depois de vencer o Campeonato Feminino do SmackDown em abril de 2023, ela se tornou a sétima campeã da Tríplice Coroa Feminina da WWE e a quinta campeã do Grand Slam Feminino da WWE, bem como a única lutadora a ter conquistado todos esses cinco títulos. Ela também é a primeira mulher campeã australiana na história da WWE. Além disso, ela foi a vencedora do Royal Rumble Feminino de 2023, tornando-se a quarta lutadora e a primeira mulher a vencer uma luta Royal Rumble como a participante número um.

## Início de vida
Demiti Bennett nasceu em 11 de outubro de 1996 em Adelaide, capital do estado da Austrália do Sul. Ela é de descendência italiana por parte de mãe. Bennett cresceu no bairro à beira-mar de Glenelg, em Adelaide, e frequentou a Henley High School durante seus anos de adolescência.

## Carreira na luta livre profissional

### Circuito independente (2013–2017)
Bennett começou a trabalhar na Riot City Wrestling em 2013. Ela passou vários anos na promoção, onde se tornou duas vezes campeã feminina da RCW. Bennett fez sua estreia na New Horizon Pro Wrestling em 24 de maio de 2014, durante a noite de abertura do NHPW Global Conflict, onde ela se juntou ao Torneio Global Conflict. Ela foi eliminada na primeira rodada do torneio por Mercedes Martinez. Ela voltou para a segunda noite do evento NHPW Global Conflict, competindo em uma luta four-way de duplas mistas, fazendo equipe com Garry Schmidt. Seis meses depois, Bennett retornou e fez parte da noite de abertura do evento NHPW Final Chapter, lutando em um combate four-way contra Madison Eagles, Evie e Saraya Knight com o vago Campeonato IndyGurlz da Austrália em jogo. No entanto, Bennett não obteve sucesso em conquistar o título.
Bennett fez sua estreia na Melbourne City Wrestling em 14 de junho de 2014 no MCW New Horizons, onde defendeu o título feminino da RCW em uma luta three-way contra Savannah Summers e Toni Storm. Em 9 de agosto no MCW Clash Of The Titans, Bennett derrotou Miami para manter seu Campeonato Feminino. Em 22 de abril de 2017, Bennett fez sua última luta na RCW no RCW Strength, onde defendeu com sucesso o título feminino contra Kellyanne.

### WWE

#### Mae Young Classic (2017–2018)
Em 2017, Bennett assinou com a WWE, e foi anunciado que ela competiria no Mae Young Classic inaugural sob o novo nome de Rhea Ripley. Ela derrotou Miranda Salinas na primeira rodada, mas perdeu para Dakota Kai no segundo turno. Ripley fez sua estreia na televisão no NXT em 25 de outubro de 2017, no episódio do NXT, participando de uma battle royal para determinar uma das desafiantes ao vago Campeonato Feminino do NXT no TakeOver: WarGames em 18 de novembro, que foi vencido por Nikki Cross. Com um visual novo, Ripley competiu no Mae Young Classic em 2018, mostrando uma nova atitude agressiva e desrespeitosa e se estabelecendo como heel no processo; ela derrotou MJ Jenkins, Kacy Catanzaro e Tegan Nox em suas três primeiras lutas, mas perdeu para Io Shirai nas semifinais.

#### Primeira Campeã Feminina do NXT UK (2018–2019)

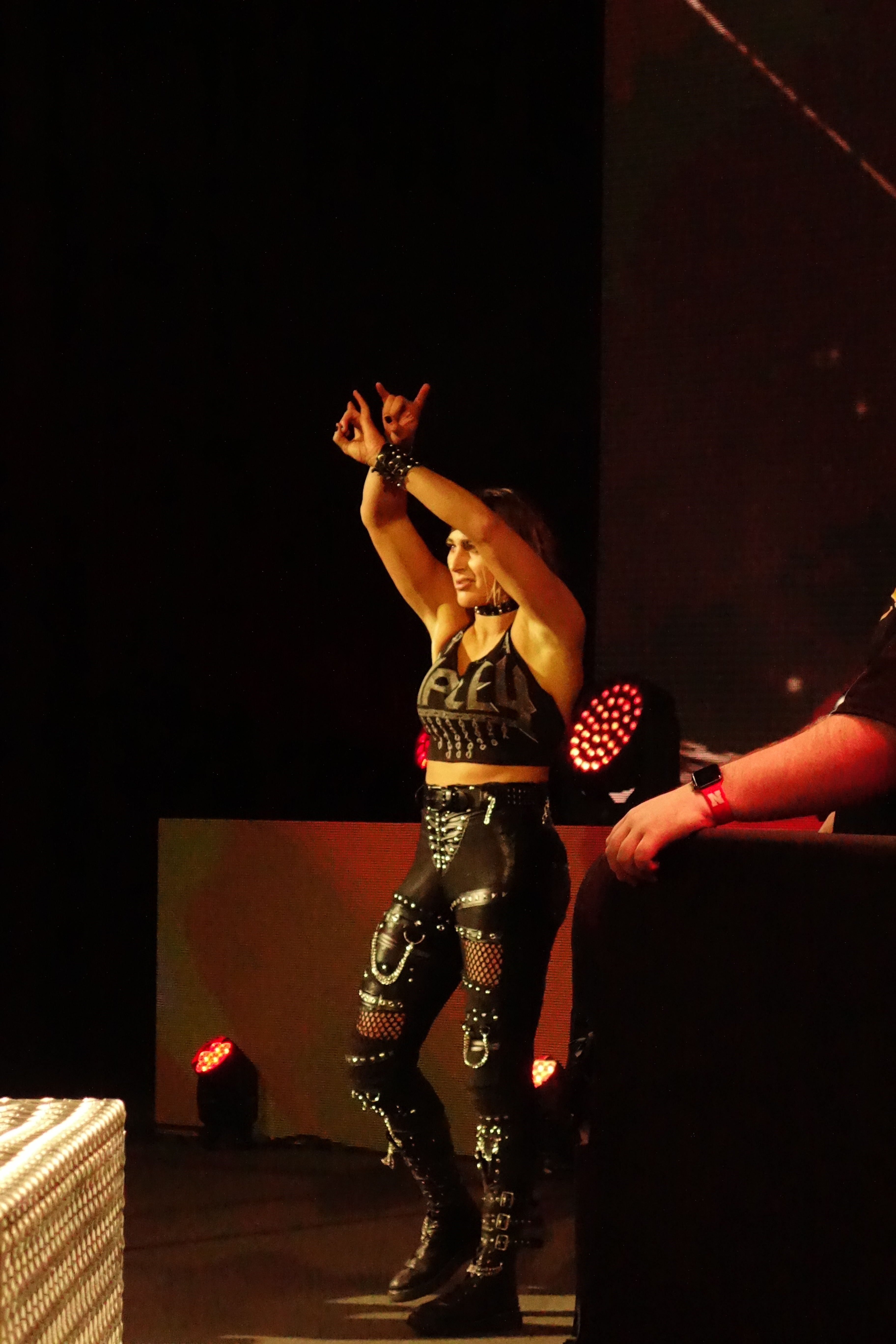
Ripley em novembro de 2018.

Pouco depois do Mae Young Classic 2018, Ripley tornou-se parte da marca NXT UK como parte da estreia do recém-criado show NXT UK. Durante as gravações do programa para a televisão em agosto (que foi ao ar durante novembro), Ripley participou de um torneio de oito mulheres para determinar a primeira campeã feminina do NXT UK. Ela derrotou Xia Brookside na primeira rodada, Dakota Kai nas semifinais e Toni Storm na final para se tornar a campeã inaugural. Com a vitória, Ripley se tornou a primeira mulher campeã australiana na história da WWE, e a segunda campeã australiana depois de Buddy Murphy. Ripley também competiu em uma luta preliminar antes do primeiro pay-per-view feminino da história da WWE, Evolution, em 28 de outubro, onde ela manteve com sucesso seu título contra Dakota Kai (como o torneio ainda não havia sido transmitido na época, ela ainda não era reconhecida oficialmente como campeã). Durante seu reinado, Ripley conseguiu derrotar desafiantes ao título como Isla Dawn e Deonna Purrazzo.
Em 12 de janeiro de 2019 no NXT UK TakeOver: Blackpool, Ripley perdeu seu título para Toni Storm, encerrando seu reinado em 139 dias e marcando sua primeira derrota na marca. No evento Royal Rumble em 27 de janeiro, Ripley fez sua primeira aparição em um pay-per-view do plantel principal, entrando na luta feminina do Royal Rumble como a participante número 24, eliminando Kacy Catanzaro, Dana Brooke e Zelina Vega antes de ser eliminada por Bayley. Depois disso, Ripley teve uma rivalidade com a estreante Piper Niven pelo restante do ano, disputando qual delas era a mulher mais dominante no plantel do NXT UK. As duas se enfrentaram em 15 de junho (exibido em 3 de julho), onde Niven derrotou Ripley. Ripley derrotou Niven em uma revanche em 31 de agosto (exibida em 4 de setembro). As duas acabariam se unindo depois que Ripley salvou Niven de um ataque de Jazzy Gabert e Jinny, a quem derrotaram em uma luta de duplas em 4 de outubro. Ripley fez sua última luta na marca em 5 de outubro de 2019, nas gravações do NXT UK, derrotando Nina Samuels.

#### Campeã Feminina do NXT (2019–2021)

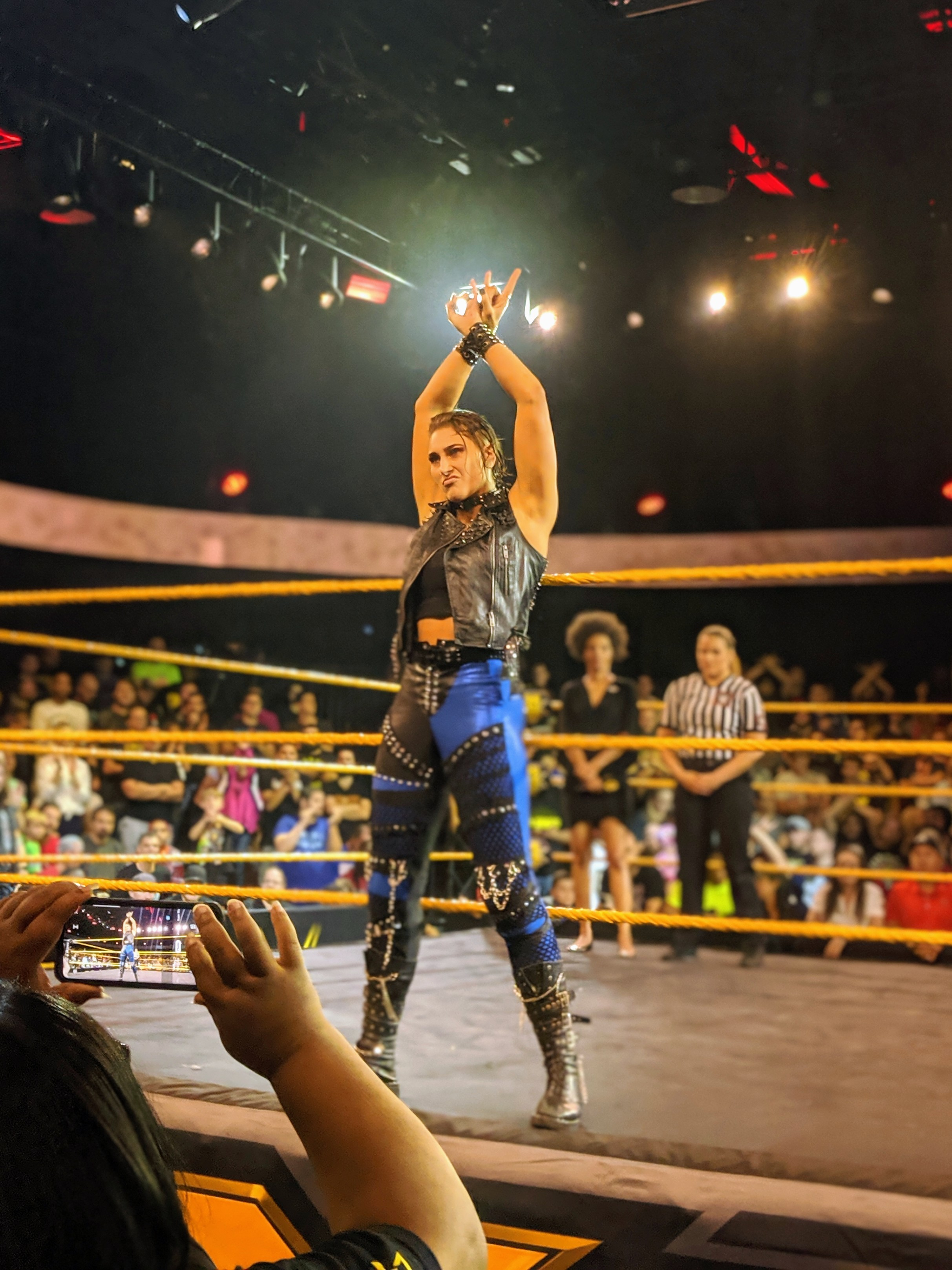
Ripley realizando seu gesto de mão característico em setembro de 2019.

Em 28 de agosto de 2019, no episódio do NXT, Ripley fez seu retorno surpresa à marca ao interromper a campeã feminina do NXT, Shayna Baszler, dizendo que Baszler pode ter vencido todo mundo no NXT, mas não a ela, tornando-se face e iniciando uma rivalidade entre as duas. Em paralelo à sua rivalidade contra Baszler, no episódio de 1º de novembro do SmackDown, Ripley e Tegan Nox foram algumas das muitas lutadoras do NXT que invadiram o show, desafiando Mandy Rose e Sonya Deville para uma luta de duplas, da qual Ripley e Nox saíram vitoriosas. Mais tarde naquela noite, Ripley se juntou a Triple H e ao restante do plantel do NXT, quando declararam guerra tanto ao Raw quanto ao SmackDown, e prometeram vencer a guerra de marcas no Survivor Series de 2019. Como parte da história em andamento, ela derrotou Charlotte Flair, do Raw, e Sasha Banks, do SmackDown, em uma luta triple threat no episódio de 22 de novembro do SmackDown.
No TakeOver: WarGames, em 23 de novembro, Ripley liderou o Time Ripley no primeiro combate feminino WarGames da história contra o Time Baszler (Baszler, Io Shirai, Bianca Belair e a campeã feminina do NXT UK, Kay Lee Ray). Apesar de sua companheira Dakota Kai virar heel e atacar Tegan Nox antes mesmo de entrarem na luta, deixando Ripley e Candice LeRae em uma situação de desvantagem de dois contra quatro, Ripley garantiu a vitória para sua equipe ao fazer o pinfall em Baszler. No dia seguinte, no Survivor Series, Ripley fez parte do Time NXT, que derrotou o Time Raw e o Time SmackDown na luta de eliminação 5 contra 5 contra 5, onde foi a líder de sua equipe. Sua equipe venceu após Ripley eliminar a capitã do SmackDown, Sasha Banks, sendo ela, LeRae e Shirai as sobreviventes.
No episódio de 18 de dezembro do NXT, Ripley derrotou Shayna Baszler para conquistar o Campeonato Feminino do NXT, tornando-se a primeira pessoa a vencer tanto o Campeonato Feminino do NXT quanto o Campeonato Feminino do NXT UK. Ela então defendeu com sucesso o título contra Toni Storm em 25 de janeiro de 2020, no Worlds Collide.
Ripley fez uma aparição no episódio de 3 de fevereiro de 2020 do Raw, confrontando a vencedora do Royal Rumble, Charlotte Flair, e sugerindo que Flair usasse sua oportunidade de título do Royal Rumble para desafiar Ripley pelo Campeonato Feminino do NXT na WrestleMania 36. Flair apareceu no episódio seguinte do NXT para dar sua resposta, mas foi interrompida por Bianca Belair, futura desafiante de Ripley no TakeOver: Portland, e pela própria Ripley, com as duas eventualmente se unindo para atacar Flair. No evento mencionado, em 16 de fevereiro, Ripley defendeu com sucesso o título contra Belair, sendo atacada por Flair, que aceitou o desafio de Ripley. Ripley então perdeu o título para Flair na segunda noite da WrestleMania 36, em 5 de abril. No dia seguinte à WrestleMania, a WWE anunciou que Ripley tirou uma pausa da empresa e retornou à Austrália devido a problemas com seu visto. Ripley retornou no episódio de 6 de maio do NXT, após Flair se desqualificar em uma luta pelo Campeonato Feminino do NXT contra Io Shirai ao atacar Flair. Uma entrevista nos bastidores com Ripley e Shirai foi exibida logo depois, onde as duas começaram a discutir e, eventualmente, brigar, sendo separadas pelos oficiais. Em 7 de junho, no TakeOver: In Your House, Ripley e Flair perderam para Io Shirai em uma luta triple threat pelo Campeonato Feminino do NXT. No episódio de 18 de novembro do NXT, Ripley desafiou Shirai pelo Campeonato Feminino do NXT, mas não obteve sucesso.
No episódio de 2 de dezembro de 2020 do NXT, Ripley foi anunciada como membro da equipe de Shotzi Blackheart para o segundo combate feminino WarGames da história. No New Year's Evil, no dia 6 de janeiro de 2021, Ripley perdeu para Raquel González em uma luta Last Woman Standing, que foi sua última luta no NXT. Em 31 de janeiro, no Royal Rumble, Ripley entrou no combate como número #14 e eliminou 7 competidoras, mas foi a última eliminada pela eventual vencedora, Bianca Belair.

#### Campeã Feminina doRaw(2021–2022)
No episódio de 22 de fevereiro de 2021 do Raw, um pacote de vídeo foi exibido para promover a chegada de Ripley à marca. Ripley fez sua estreia no plantel principal no episódio de 22 de março do Raw, desafiando Asuka pelo Campeonato Feminino do Raw na WrestleMania 37, o que foi aceito por Asuka. Na Noite 2 da WrestleMania 37, em 11 de abril, Ripley derrotou Asuka para conquistar o Campeonato Feminino do Raw. No episódio seguinte do Raw, Ripley defendeu o título em uma revanche contra Asuka, que terminou em no-contest após a interferência de Charlotte Flair, que atacou tanto Asuka quanto Ripley. No episódio de 3 de maio do Raw, uma revanche entre Ripley e Asuka pelo Campeonato Feminino do Raw foi marcada para o WrestleMania Backlash, mas a oficial da WWE Sonya Deville adicionou Flair à luta, tornando-a uma luta triple threat. No evento, em 16 de maio, Ripley defendeu com sucesso o título ao fazer o pinfall em Asuka. No Hell in a Cell, em 20 de junho, Flair derrotou Ripley por desqualificação, o que permitiu a Ripley reter o título. No Money in the Bank, em 18 de julho, Ripley perdeu o título para Flair, encerrando seu reinado de 98 dias. Ela falhou em recuperar o título em uma luta triple threat contra a campeã Nikki A. S. H. e Flair no SummerSlam, em 21 de agosto.
No episódio de 20 de setembro de 2021 do Raw, Ripley e Nikki A. S. H. derrotaram Natalya e Tamina para conquistar o Campeonato de Duplas Femininas da WWE. Elas defenderam com sucesso os títulos em uma revanche no episódio de 4 de outubro do Raw. No episódio de 22 de novembro do Raw, Ripley e A. S. H. perderam os títulos para Carmella e Queen Zelina, encerrando seu reinado de 63 dias. A parceria entre Ripley e A. S. H. terminou no episódio de 10 de janeiro de 2022 do Raw, quando A. S. H. atacou Ripley. Em março, Ripley começou a formar uma nova parceria com Liv Morgan, lutando pelo Campeonato de Duplas Femininas da WWE em uma luta fatal four-way de duplas na Noite 2 da WrestleMania 38, no dia 3 de abril, mas acabou perdendo a luta. No episódio de 18 de abril do Raw, Ripley e Morgan enfrentaram as campeãs Sasha Banks e Naomi pelos títulos, mas perderam. Após a luta, Ripley atacou Morgan, encerrando a parceria e virando heel pela primeira vez no plantel principal.

#### The Judgment Day (2022–2024)
No WrestleMania Backlash, em 8 de maio, Ripley custou a AJ Styles sua luta contra Edge e foi revelada como membro do The Judgment Day. No Hell in a Cell, em 5 de junho, o The Judgment Day (Edge, Damian Priest e Ripley) derrotou Styles, Finn Bálor e Liv Morgan em uma luta de trios mistos. Na noite seguinte, no Raw, Edge apresentou Bálor como o mais novo membro do The Judgment Day, mas Bálor, Priest e Ripley atacaram Edge, expulsando-o do grupo. Mais tarde naquela noite, Ripley venceu uma luta fatal four-way para se tornar a desafiante número um pelo Campeonato Feminino do Raw de Bianca Belair no Money in the Bank, em 2 de julho. No entanto, Ripley foi retirada da luta após não ser liberada para competir por motivos médicos e foi substituída por Carmella.
O The Judgment Day teve uma rivalidade com os Mysterios (Rey e Dominik) na tentativa de recrutar Dominik. Isso levou a uma luta no Clash at the Castle, em 3 de setembro, onde Bálor e Priest perderam para Rey e Edge. Após a luta, Dominik atacou Edge e Rey, virando heel e se juntando ao The Judgment Day. Como parte do The Judgment Day, Dominik adotou uma gimmick inspirada no "Latino Heat" de Eddie Guerrero, enquanto estava ao lado de Ripley, que passou a se referir a si mesma como a "Mami" de Dominik. Em 8 de outubro, no Extreme Rules, Dominik, Priest e Ripley ajudaram Bálor a derrotar Edge em uma luta "I Quit". Após a luta, Ripley atacou a esposa de Edge, Beth Phoenix, com um con-chair-to. No Crown Jewel, em 5 de novembro, Bálor, Priest e Dominik derrotaram o The O.C. (Styles, Luke Gallows e Karl Anderson) em uma luta de trios, após a interferência de Ripley. No episódio seguinte do Raw, o The O.C. apresentou Mia Yim, que havia retornado, como sua solução para enfrentar Ripley. Ripley, então, temporariamente se aliou ao Damage CTRL na preparação para o Survivor Series WarGames, já que Yim havia se juntado à equipe adversária. No evento, em 26 de novembro, a equipe de Ripley perdeu para a equipe de Yim em uma luta WarGames, após Becky Lynch fazer o pinfall em Dakota Kai. No episódio seguinte do Raw, o The Judgment Day derrotou The O.C. em uma luta de quartetos mistos, encerrando a rivalidade entre os dois grupos.

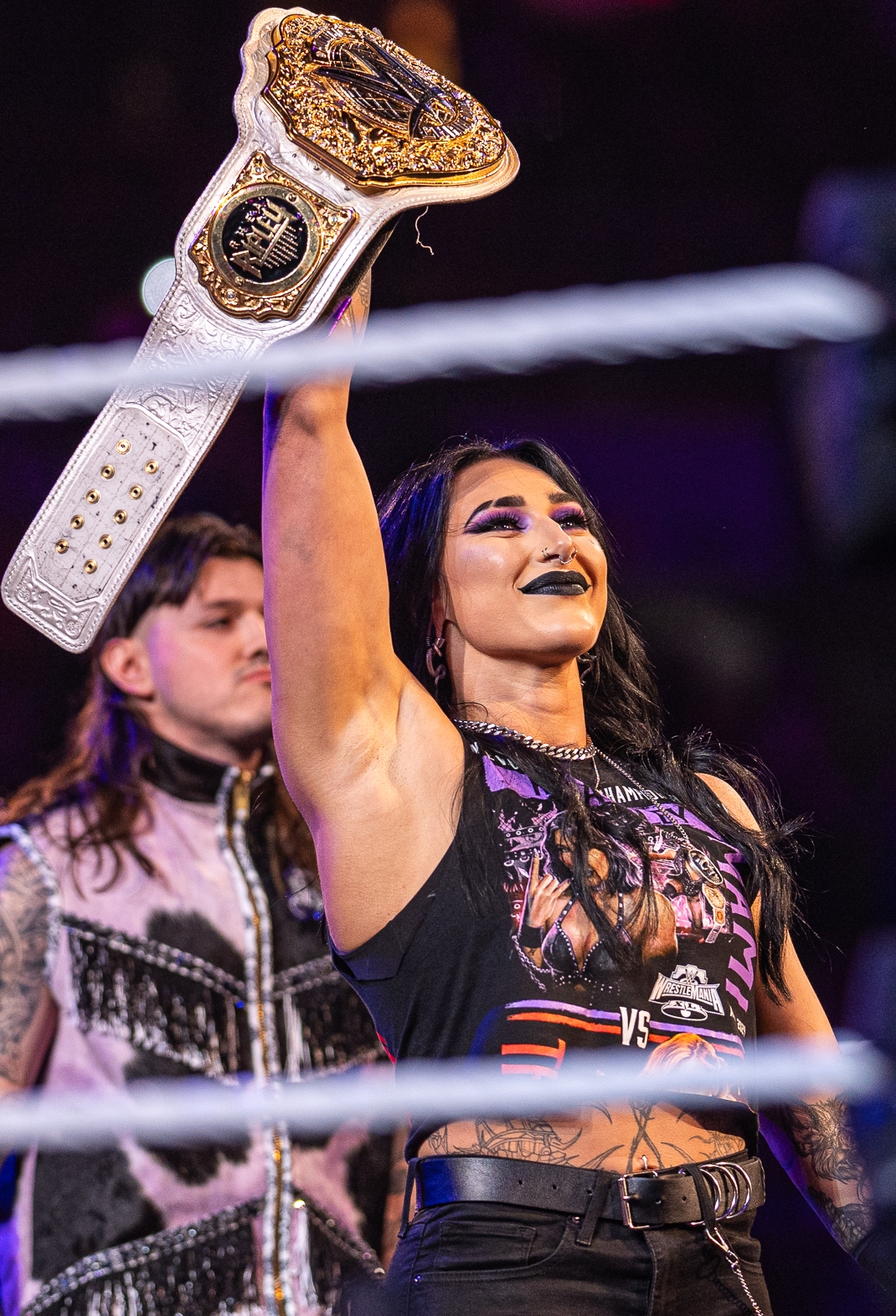
Ripley com o Campeonato Mundial Feminino em abril de 2024.

No Royal Rumble de 28 de janeiro de 2023, Ripley apareceu à beira do ringue durante a luta Royal Rumble masculina para ajudar seus companheiros de grupo em um ataque a Edge, apenas para ser golpeada por um spear de Beth Phoenix, esposa de Edge. Mais tarde naquela noite, Ripley venceu a luta feminina do Royal Rumble vindo da posição número #1, eliminando por último Liv Morgan, que entrou no combate como número #2. Com essa vitória, Ripley se tornou a quarta lutadora (depois de Shawn Michaels em 1995, Chris Benoit em 2004 e Edge em 2021) e a primeira mulher a vencer o Royal Rumble começando como a primeira participante. Ela também passou o maior tempo em uma luta Royal Rumble feminina, com 1:01:08, com Morgan oficialmente registrada como durando um segundo a menos. No episódio seguinte do Raw, Ripley declarou que desafiaria Charlotte Flair pelo Campeonato Feminino do SmackDown na WrestleMania 39. Na Noite 1 da WrestleMania 39, em 1º de abril, Ripley derrotou Flair para conquistar o título em uma luta aclamada pela crítica. Com essa vitória, Ripley se tornou a sétima campeã do Triple Crown feminino, a quinta campeã do Grand Slam feminino e a campeã Grand Slam mais jovem (tanto masculina quanto feminina) na história da WWE, com apenas 26 anos.
No Backlash, em 6 de maio, Ripley defendeu com sucesso o Campeonato Feminino do SmackDown em sua primeira defesa de título contra Zelina Vega. No Night of Champions, em 27 de maio, Ripley reteve o título contra Natalya em uma luta squash que durou 70 segundos. No episódio de 12 de junho do Raw, o Campeonato Feminino do SmackDown foi renomeado para Campeonato Mundial Feminino, e Ripley recebeu um cinturão totalmente novo. No episódio de 3 de julho do Raw, Ripley derrotou Natalya mais uma vez para reter o título. No Payback, em 2 de setembro, Ripley ajudou Bálor e Priest a vencerem o Campeonato Indiscutível de Duplas da WWE após aplicar um spear em Kevin Owens através da barricada. Mais tarde naquela noite, Ripley reteve seu título contra Raquel Rodriguez após uma distração de Dominik. No episódio de 11 de setembro do Raw, Ripley derrotou Rodriguez em uma revanche para manter o título após a interferência de Nia Jax, que atacou Ripley depois da luta. No Crown Jewel, em 4 de novembro, Ripley derrotou Jax, Rodriguez, Zoey Stark e Shayna Baszler (que Ripley fez o pin) para reter seu título em uma luta fatal five-way. No Survivor Series WarGames, em 25 de novembro, Ripley derrotou Stark para manter seu título. No Day 1, em 1º de janeiro, Ripley derrotou Ivy Nile para continuar seu reinado como campeã.
Em 24 de fevereiro, no Elimination Chamber: Perth, em seu país natal, Austrália, Ripley defendeu com sucesso seu título contra Nia Jax no evento principal. Na Noite 1 da WrestleMania XL, em 6 de abril, Ripley derrotou Becky Lynch para reter seu título.

#### Rivalidade com Liv Morgan e traição do Judgment Day (2024–2025)
No episódio de 8 de abril do Raw, Ripley foi atacada por Liv Morgan em um segmento nos bastidores, durante o qual Ripley machucou legitimamente o braço direito e foi forçada a abdicar do campeonato na semana seguinte, encerrando seu reinado com 380 dias, empatando com o recorde de Bayley como a campeã feminina com o reinado mais longo do Campeonato Mundial Feminino. Durante a ausência de Ripley, a história continuou quando Morgan começou a seduzir Dominik, que resistiu aos esforços de Morgan, mas acidentalmente a ajudou a conquistar o Campeonato Mundial Feminino de Lynch no King & Queen of the Ring. Morgan também começou a interferir nas lutas do The Judgment Day a favor deles. Após um hiato de três meses, Ripley retornou no episódio de 8 de julho do Raw, confrontando Morgan e Dominik.

Ripley (esquerda) com Damian Priest em agosto de 2024.

No SummerSlam, em 3 de agosto, Ripley não teve sucesso em recuperar o título de Morgan após a interferência de Dominik, sofrendo sua primeira derrota por pinfall desde maio de 2022. Após a luta, Dominik traiu Ripley e beijou Morgan, encerrando sua parceria e fazendo com que Ripley se tornasse face pela primeira vez desde abril de 2022. No episódio seguinte do Raw, Bálor oficialmente expulsou Priest e Ripley do grupo, seguindo com a introdução do "novo" Judgment Day, que passou a ser composto por ele, Dominik, JD McDonagh, e as novas adições de Carlito (que se tornou um membro associado durante o hiato de Ripley e agora um membro oficial) e Morgan. Mais tarde naquela noite, durante a luta de Priest contra McDonagh, ele foi emboscado por Bálor e o restante do Judgment Day, até que Ripley apareceu para salvá-lo. Priest e Ripley se abraçaram depois, permanecendo juntos como uma equipe e adotando o nome não oficial de "The Terror Twins". No Bash in Berlin, em 31 de agosto, Ripley e Priest derrotaram Mysterio e Morgan, apesar da interferência do Judgment Day, com Ripley fazendo o pin em Morgan. No Bad Blood, em 5 de outubro, Ripley derrotou Morgan por desqualificação após ser atacada por Raquel Rodriguez, que fez o seu retorno. No entanto, como os campeonatos não mudam de mãos por desqualificação ou contagem de 10, a menos que especificado de outra forma, Morgan permaneceu campeã.
No episódio de 29 de outubro do NXT, Ripley foi atacada por Morgan e Rodriguez no estacionamento do WWE Performance Center. Isso foi feito para retirá-la da televisão devido a uma lesão legítima no osso orbital sofrida na semana anterior; a lesão foi anunciada pela WWE no dia seguinte e atribuída, dentro da história, ao ataque. No episódio de 18 de novembro do Raw, Ripley fez um retorno surpresa usando um escudo facial de proteção, desafiando a oposição para uma luta WarGames. No Survivor Series WarGames, em 30 de novembro, Ripley, Bianca Belair, Bayley, Iyo Sky e Naomi derrotaram Morgan, Rodriguez, Nia Jax, Tiffany Stratton e Candice LeRae em uma luta WarGames, com Ripley fazendo o pin em Morgan.

#### Reconquista do Campeonato Mundial Feminino (2025-presente)
Na estreia do Raw na Netflix em 6 de janeiro de 2025, Ripley derrotou Morgan para conquistar o Campeonato Mundial Feminino pela segunda vez, apesar da interferência de Dominik e Rodriguez, encerrando sua rivalidade. No Saturday Night's Main Event em 25 de janeiro, Ripley derrotou Jax para reter o título. No episódio de 3 de março do Raw, Ripley perdeu o título para Sky após ser distraída pela vencedora da luta do Elimination Chamber, Belair, encerrando seu segundo reinado com 56 dias. Na Noite 2 da WrestleMania 41, Ripley não conseguiu recuperar o título de Sky em uma luta triple threat também envolvendo Belair, que foi em quem Sky fez o pinfall.

## Outras mídias
Bennett fez sua estreia nos videogames como personagem jogável no WWE 2K20 e, posteriormente, apareceu no WWE 2K Battlegrounds,, WWE 2K22 e WWE 2K23. Bennett é a estrela de capa da edição deluxe do WWE 2K24, ao lado de Bianca Belair, sendo as primeiras Superstars femininas da WWE a terem sua própria capa do WWE 2K. Bennett também aparece no Call of Duty: Modern Warfare III como uma operadora desbloqueável dentro do passe de batalha da Temporada 5, como parte de uma grande promoção da WWE no jogo.

## Vida pessoal
Bennett cita o fato de ter assistido The Miz como uma inspiração durante sua infância. Além da luta livre, Bennett também é treinada em natação, karatê, rugby, netball e futebol. Ela é torcedora do Adelaide Football Club.
Desde 2022, Bennett está em um relacionamento com o lutador australiano Matthew Adams, conhecido profissionalmente como Buddy Matthews. Em agosto de 2023, Bennett e Adams ficaram noivos, e em junho de 2024, eles se casaram.
Bennett é fã das bandas Ice Nine Kills, Falling in Reverse e Motionless in White, sendo que a última coescreveu sua música tema da WWE, "Demon In Your Dreams", e performou a canção ao vivo para a entrada de Bennett na WrestleMania XL.

## Filmografia
| Ano  | Título                           | Papel | Notas |
| ---- | -------------------------------- | ----- | ----- |
| 2019 | WWE 2K20                         |       |       |
| 2021 | WWE 2K Battlegrounds             |       |       |
| 2022 | WWE 2K22                         |       |       |
| 2023 | WWE 2K23                         |       |       |
| 2024 | WWE 2K24                         |       |       |
| 2024 | Call of Duty: Modern Warfare III |       |       |
| 2025 | WWE 2K25                         |       |       |

## Títulos e prêmios
- CBS Sports
  - Lutadora Revelação do Ano (2019)[134]
- ESPN
  - Lutadora Feminina do Ano (2023)[135]

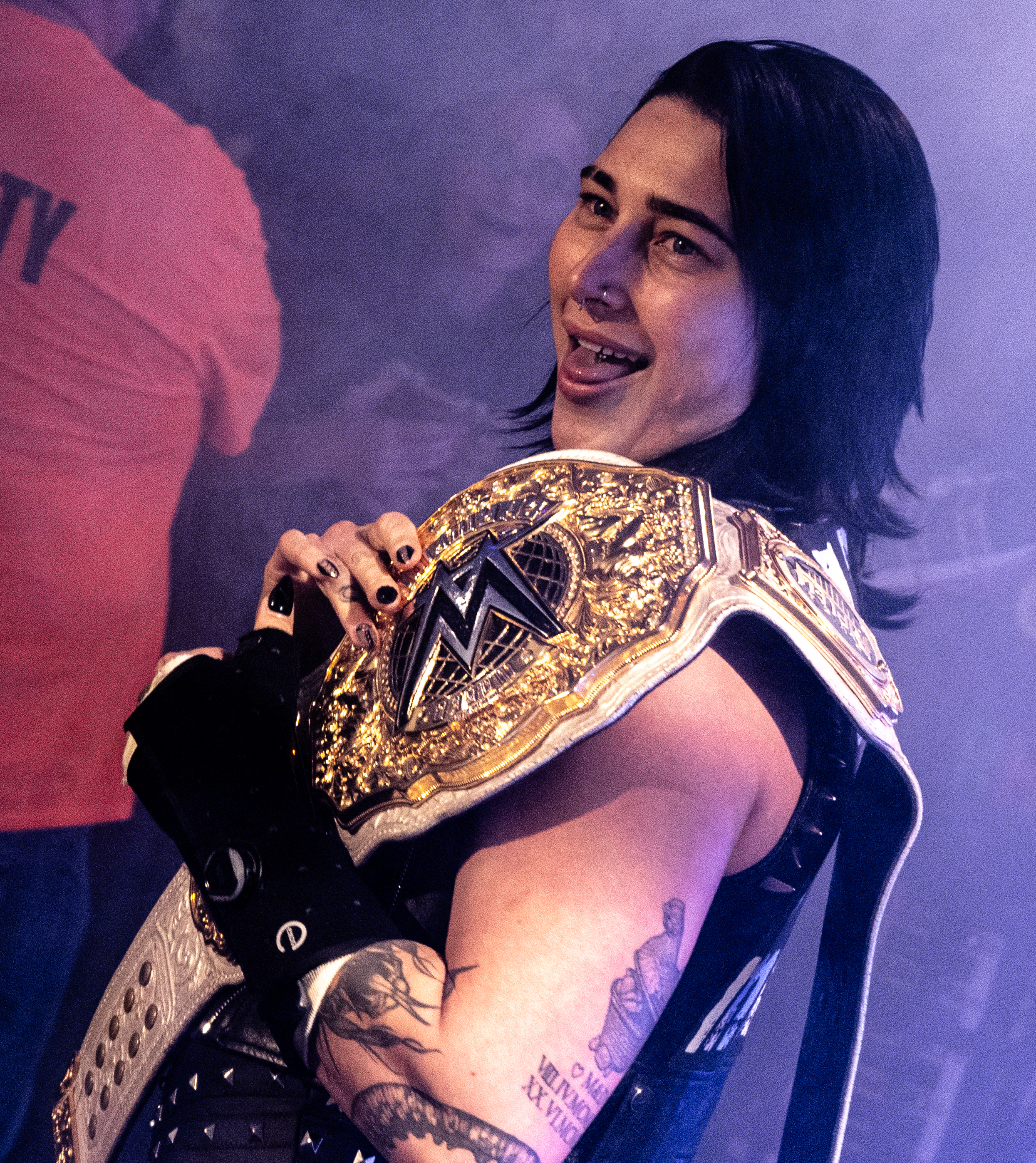
Ripley foi duas vezes e a detentora do reinado mais longo como campeã mundial feminina.

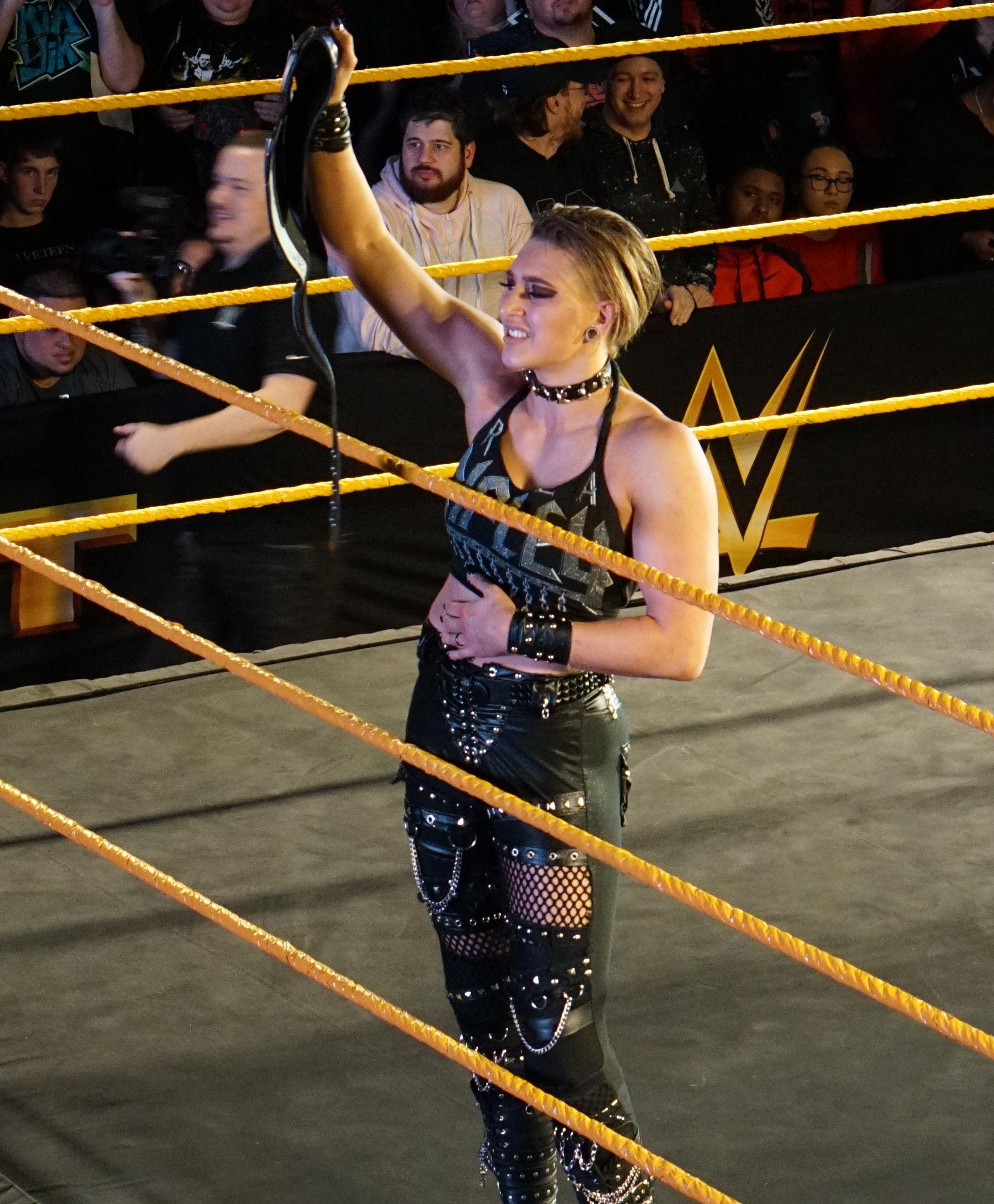
Ripley foi uma vez campeã feminina do NXT.

  - Classificada em 2º lugar entre os 30 melhores lutadores profissionais com menos de 30 anos em 2023[136]
- New York Post
  - Facção do Ano (2023) como parte do The Judgment Day[137]
- Pro Wrestling Illustrated
  - Facção do Ano (2023)  como parte do The Judgment Day
  - Luta do Ano (2023)  vs. Charlotte Flair na WrestleMania 39
  - Mulher do Ano (2023)
  - PWI classificou-a como 11ª entre as 100 melhores lutadoras na PWI Women's 100 em 2020[138]
  - PWI classificou-a como 1ª das 250 melhores lutadoras no PWI Women's 250 em 2023[139]
- Riot City Wrestling
  - RCW Women's Championship (2 vezes)
- Sports Illustrated
  - Classificada como 7ª entre as 10 melhores lutadoras femininas em 2019.[140]
  - Classificada como 2ª entre os 10 melhores lutadores de 2023[141]
- Wrestling Observer Newsletter
  - MVP do wrestling feminino (2023)[142]
- WWE
  - Campeonato Feminino do Raw (1 vez)[143]
  - Campeonato Mundial Feminino[a] (2 vezes)[144]
  - Campeonato de Duplas Femininas da WWE (1 vez) – com Nikki A.S.H.[145]
  - Campeonato Feminino do NXT (1 vez)[146]
  - Campeonato Feminino do NXT UK (1 vez, inaugural)[147]
  - Royal Rumble feminino (2023)[148]
  - Torneio pelo Campeonato Feminino do NXT UK (2018)
  - Sétima Campeã da Tríplice Coroa Feminina
  - Quinta Campeã Grand Slam
  - Slammy Award (3 vezes)
    - Luta do Ano (2024) – vs. Charlotte Flair pelo Campeonato Feminino do SmackDown na WrestleMania 39
    - Facção do Ano (2024) – como membro do The Judgment Day
    - Lutadora Feminina do Ano (2024)